# Tharaux
Tharaux é uma comuna francesa na região administrativa de Occitânia, no departamento de Gard. Estende-se por uma área de 9,52 km². Em 2010 a comuna tinha 58 habitantes (densidade: 6,1 hab./km²).